# سیدمرتضی
سیدمرتضی (رابر)، روستایی از توابع بخش رابر شهرستان رابر در استان کرمان ایران است.

## جمعیت
این روستا در دهستان هنزا قرار دارد و براساس سرشماری مرکز آمار ایران در سال ۱۳۸۵، جمعیت آن ۷۳ نفر (۱۷خانوار) بوده‌است.
امامزاده سیدمرتضی از اماکن زیارتی شهرستان رابر  در این روستا قرار دارد.